# Bindura
Bindura è un centro abitato dello Zimbabwe, situato nella Provincia del Mashonaland Centrale (di cui è capoluogo). Sorge nella valle del fiume Mazowe a 88 Km a Nord-Est di Harare.
L'insediamento venne fondato come Kimberley Reefs nel 1901 e mantenne tale denominazione fino al 1913, anno in cui venne installata la ferrovia. In nome Bindura potrebbe essere una anglicizzazione della frase shona ''pindura mhuka''.